# معهد برشلونة للدراسات الدولية
معهد برشلونة للدراسات الدولية  أو (IBEI)هومعهد للتعليم العالي ومركز متخصص للأبحاث الجامعية. يقع المعهد في   
مدينة برشلونة حيث تم تأسيسه في عام 2004 وذلك بالاشتراك مع أربع جامعات حكومية من  نفس المدينة وهي جامعة
بومبيو فابراPompeu Fabra ، جامعة برشلونة, جامعة برشلونة المستقلة، جامعة البوليتكنيك في كاتالونيا والجامعة
المفتوحة في كاتالونيا وأيضاً بالاشتراك مع مؤسسة CIDOB (مركز برشلونة للشؤون الدولية)، وذلك بهدف تشجيع
التدريب والأبحاث المتقدمة في مجال العلاقات الدولية والموضوعات ذات الصلة.
يرأس معهد IBEI السيد جاسينت جوردانا Jacint Jordana أستاذ العلوم السياسية والإدارية في جامعة بومبيو فابرا
Pompeu Fabra. ويقوم مجال بحثه الرئيسي على تحليل السياسات العامة المقارنة مع تركيز خاص على السياسات
التنظيمية ومؤسساتها التخصصية.
وأيضاً من قبل السيد نرسيس سييرا Narcís Serra الرئيس الفخري للمعهد وهو خبير اقتصادي وسياسي اسباني الذي
كان قد شغل عدة مناصب من بينها عمدة مدينة برشلونة بين عامي (1979-1982) ووزير الدفاع الاسباني (1982-
1991) ونائب رئيس وزراء اسبانيا (1991-1995).
حالياً, مديرة المعهد السيدة لاورا شاكيه بونافونت Laura Chaqués Bonafont أستاذة في العلوم السياسية في جامعة
برشلونة.

## المركز
يقدم حاليا معهد IBEI مناهج مختلفة في الدراسات العليا وذلك في منشآته والتي تقع ضمن حرم Ciutadella الجامعي والتابع لجامعة Pompeu Fabra. يتم تدريس ماجستير العلاقات الدولية من الدورة  لعام 2000-2005، ويضاف إليه ماجستير في الأمن الدولي (منذ العام الدراسي 2012-2013)، وماجستير Erasmus Mundus في السياسات العامة أو MUNDUS MAPP (منذ العام الدراسي2012-2013)، وماجستير في التنمية الدولية (منذ العام الدراسي 2016-2017). يتم تدريس جميع اختصاصات الماجستير في اللغة الإنجليزية، ما عدا مجموعة واحدة ضمن ماجستيرالعلاقات الدولية حيث يتم تدريسها باللغتين (الاسبانية والإنكليزية). وتدرس هذه البرامج من قبل معهد IBEI حيث لها شهادة مشتركة من جامعة Pompeu Fabra ، وجامعة برشلونة وجامعة برشلونة المستقلة. إن معهد IBEI هو عضو منتسب ل "رابطة المدارس المهنية للشؤون الدولية (APSIA)". وتعتبر الشهادات لمختلف برامج الماجستير التي يقدمها المعهد مثل شهادات الماجستير الجامعية الرسمية. يتميز المعهد بتعدد البلدان التي يأتي منها طلابه حيث يتم قبول كل سنة طلاب من أكثر من 35 دولة في مختلف البرامج التي يقدمها المعهد.
إن الارتقاء إلى مستوى العالمية لمختلف برامج الماجستير التي تُدرس في معهد IBEI قد تميز بحصوله على سمعة مميزة لبرامج الماجستير الدولية (IMP2013) والممنوحة من قبل برنامج  DGU من حكومة كتالونيا لربنامج ماجستير العلاقات الدولية. وقد شهد معهد IBEI منذ تأسيسه زيادة مضطردة في عدد الطلاب حيث يوجد حاليا أكثر من 150 طالبا مسجلاً في مختلف برامج الماجستير التي يقدمها المعهد.
وتتميز الهيئة التدريسية لمعهد IBEI، بصفة دولية حيث يأتي أعضائها من بلدان مختلفة، فمع أكثر من 20 أستاذاً ناشطاً في مجالات بحثية مختلفة فإن هذا يدل على جودة مجالاته البحثية وتنوعها. يضاف أيضاً إلى الباحثين العاملين في المعهد مجموعة أخرى من الاساتذة من مختلف جامعات برشلونة. وقد طور المعهد بشكل واسع إنتاجه العلمي والذي يركز على أربعة مجالات رئيسية هي: النزعة الإقليمية والحوكمة العالمية، الشبكات والمؤسسات في الاقتصاد المُعَولَم، العلاقات بين التنمية والأمن، بين السلطة والتعددية في عالم يتجه نحو العُولَمة. ويعتبر حاليا معهد IBEI واحداً من المراكز المرجعية المُهمة في مجال العلوم السياسية والشؤون الدولية وذلك على المستوى الوطني والأوروبي.

## الموقع

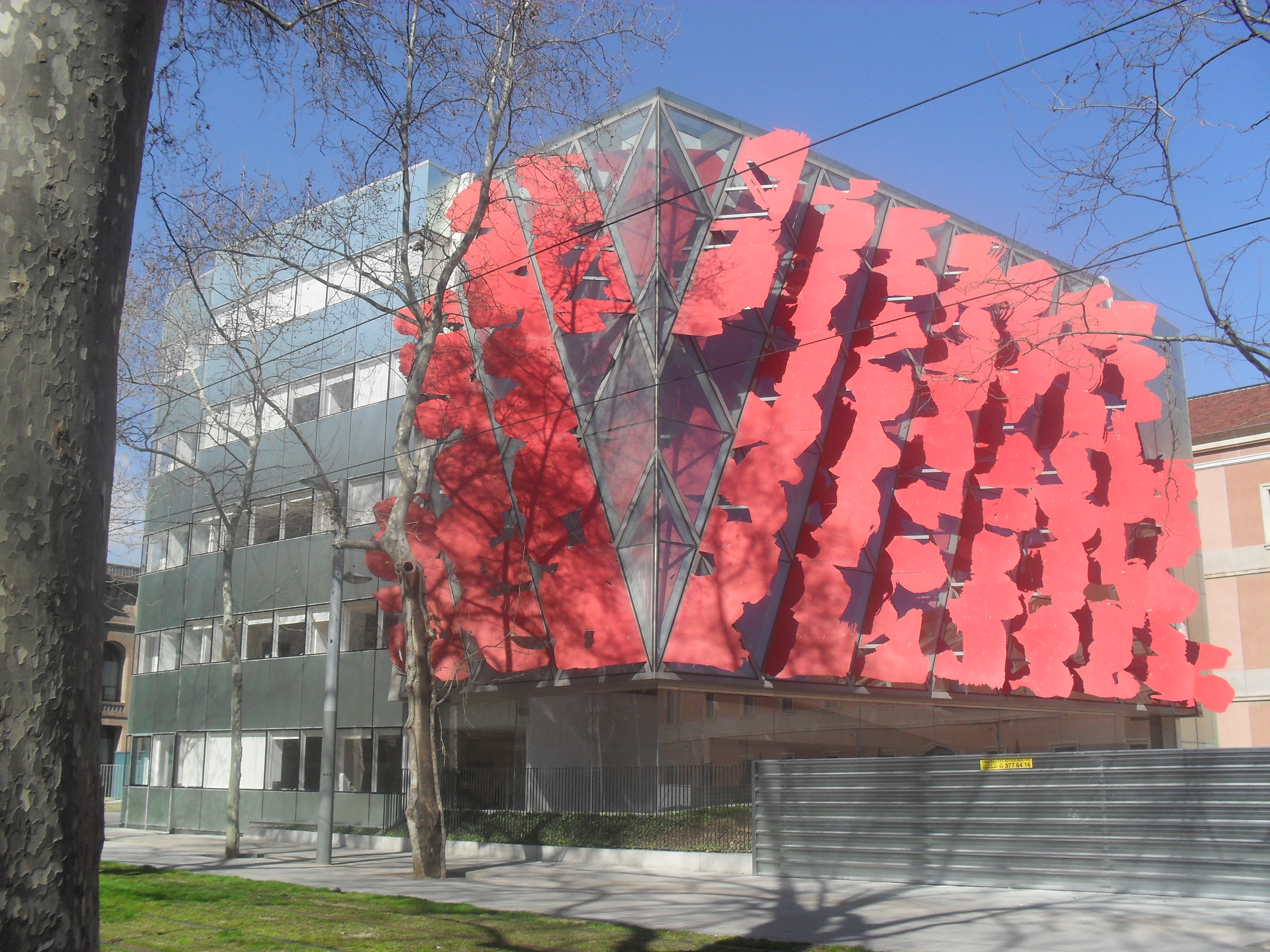
مبنى برشلونة - بانوراميو

في السنوات العشرة الأولى من إنشاءه، كان معهد IBEI يقع في شارع Elisabets، في حي رافال، سيوتات فيلا في برشلونة. ويقع هذا المبنى، والذي يعود إلى القرن السادس عشر، بالقرب من CIDOB، وهو جزء من مُجَمّع بيت الرحمة وهوعبارة عن مدرسة قديمة للفتيات اليتيمات. ولكن منذ شهر سبتمبر لعام 2014 وانطلاقاً من الحاجة إلى مساحات أوسع للمعهد وذلك تماشياً مع التوقع في ازدياد توسعه، تم نقل مكانه من المبنى القديم ليكون موجودا ضمن حرم سيوتاديلا الجامعي والتابع لجامعة Pompeu Fabra وذلك بالقرب من حديقة حيوانات برشلونة، في منتزه «سيوتاديلا» وأيضاً بالقرب من الميناء الأولمبي.
يقع معهد IBEI في منشأة شيدت حديثاً تدعى  Mercé Rodoreda «ميرسيه رودوريدا»، والتي تطل على شارع Ramón Trias Fargas «رامون ترياس فارغاس 25-27». وتوجد بالقرب من مبنى المعهد محطة مترو Ciutadella – Vila Olímpica «سيوتاديلا - فيلا اوليمبيكا»، كما توجد أيضاً محطات الترام Wellington- Vila Olímpica «ويلينغتون» و«سيوتاديلا - فيلا اوليمبيكا»، بالإضافة إلى محطات الحافلات في برشلونة مثل محطات Marina – Doctor Trueta, Icaria-Parc Carles I و Sardenya-Pg. Pujades.
ويتشارك مبنى المعهد مع أقسام بحثية أخرى تابعة لجامعة Pompeu Fabra ، يمكن أيضاً من خلال هذا المبنى الوصول إلى جميع مرافق الحرم الجامعي والمكتبات التابعة لجامعة برشلونة والجامعة المستقلة في برشلونة وجامعة Pompeu Fabra.

## الرسالة

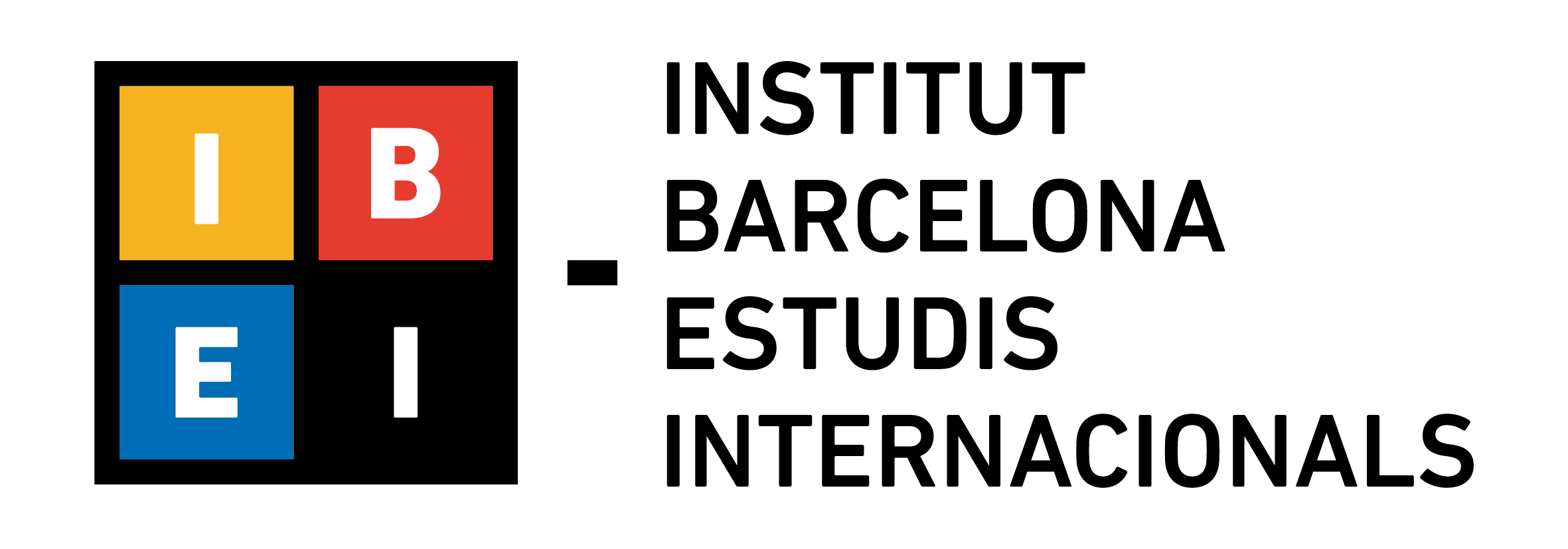
شعار معهد برشلونة للدرسات الدولية

تم إنشاء معهد IBEI بهدف تعزيز المعرفة العلمية وذلك من خلال البحوث المتقدمة وأيضاً من خلال تدريب طلاب ما بعد المرحلة الجامعية أوطلاب الدراسات العليا، وذلك بهدف تعزيز فهم التحديات العالمية في السياسة والعلاقات الدولية. تم إنشاء المعهد انطلاقاً من التعاون بين الجامعات الحكومية في مدينة برشلونة، حيث يعتبر المعهد ذو مرجعية أكادمية أوروبية رائدة في مجال تطوير أجيال جديدة من المهنيين العاملين في حل تلك التحديات والتفكير العلمي في إطار الدراسات الدولية. ويوفر المعهد برامج تدريبية للتميز الأكاديمي وإصدار أبحاث منافسة على الصعيد الدولي.

## الشعار
يتكون شعار معهد برشلونة للدراسات الدولية IBEI من إطار بشكل مربع لونه أسود ومقسم إلى أربعة أجزاء متساوية، ويحتوي كل جزء من هذه الأجزاء على الحروف الأولى لإسم المعهد: IBEI. وتتلون خلفية هذه الأجزاء الأربعة: بالأصفر والأحمر والأزرق والأسود.

## الصفة القانونية للمعهد
معهد برشلونة للدراسات الدولية هو مؤسسة خاصة غير ربحية وذات صفة قانونية. وهو مسجل في سجل المؤسسات في حكومة كتالونيا، ويتمتع بالشخصية القانونية والقدرة الكاملة على التصرف. ويتم إدارتهِ من خلال النظام الأساسي الخاص به واللوائح الداخلية الناظمة له.

## رئاسة المعهد وإدارته
يرأس معهد IBEI «نارسيس سيرا» Narcís Serra وهو خبير اقتصادي وسياسي اسباني حيث كان قد شغل عدة مناصب أُخرى مثل عمدة برشلونة بين عامي (1979-1982)، ووزير الدفاع الاسباني (1982-1991) ونائب رئيس وزراء اسبانيا (1991-1995).
أما مدير المعهد فهو «جاسينت جوردانا» Jacint Jordana ، أستاذ العلوم السياسية والإدارية في جامعة «بومبيو فابرا» Pompeu Fabra. ويقوم مجال بحثه الرئيسي على تحليل السياسات العامة المقارنة، مع تركيز خاص على السياسات التنظيمية ومؤسساتها التخصصية. 
المجلس الإداري هو الهيئة الرئيسية لإدارة المعهد، في حين أن المجلس العلمي هو المسؤول عن المهارات في المجال الأكاديمي. لدى معهد IBEI أيضا مجلس أكاديمي دولي مرموق برئاسة «خافيير سولانا» Javier Solana، الذي يجتمع مرتين في السنة لمناقشة التوجه الاستراتيجي للمعهد على المدى المتوسط والبعيد.

## جودة التعليم
تعتمد المناهج التي تدرس في معهد IBEI على نظام ضمان الجودة الداخلية تحت إشراف ومسؤولية المجلس العلمي للمعهد، والذي يعمل على  تقييم رضا الطلبة والأداء العام للمنهاج التعليمي من قبل لجنة جودة التعليم، وهي الهيئة المسؤولة عن إدارة ومتابعة برامج تدريب الخريجين من المعهد. 

## الرعايات والاتفاقيات والتعاون الاكاديمي
ويحظى معهد IBEI بدعم ورعاية من عدة جهات حكومية مثل مجلس مدينة برشلونة، مجلس محافظة برشلونة، ومؤسسة «لا كايشا»، حكومة كاتالونيا ومنطقة برشلونة وغيرها من المنظمات والشركات.
وقد وقع المعهد أيضا عدة اتفاقيات مع مؤسسات أخرى في مجال التعليم والتدريس والأبحاث. ويعتبر IBEI شريك في منهاج «موندوس ماب» MUNDUS MAPP وذلك ضمن برنامج «ايراسموس موندوس» التابع للمفوضية الأوروبية والتي هي جزء من المؤسسات الجامعية MUNDUS MAPP. وأيضا يعتبر شريك مع كل من جامعة «يورك» York، ومعهد الدراسات الاجتماعية في لاهاي، والجامعة المركزية الأوروبية في بودابست. وبالمثل فقد وقّع مركز ال IBEI على العديد من اتفاقيات التعاون مع مؤسسات أكاديمية مختلفة في أوروبا وآسيا والأمريكتين وذلك لتطوير أنشطة مشتركة وتبادل الطلاب والأساتذة وغيرها من مبادرات التعاون الأكاديمي.

## المناهج الدراسية
في الوقت الراهن يتضمن البرنامج الأكاديمي لمعهد IBEI أربعة مناهج وهي ماجستير في العلاقات الدولية، ماجستير في الأمن الدولي، ماجستير في السياسة العامة أو «إيراسموس موندوس» «(موندوس ماب)»، وأخيراً ماجستير في التنمية الدولية. ويتم أيضاً تنظيم دورات صيفية حول موضوعات ذات الاهتمام في مجال العلاقات الدولية والسياسة الاقتصادية. اللغة المُعتَمدة في التدريس لهذه المناهج هي اللغة الإنجليزية، في حين أن ماجستير العلاقات الدولية لديه خيار ثنائي اللغة الإنجليزية - الاسبانية. ويشترط على الطلاب الراغبين بالالتحاق بالمعهد أن يكونوا حاصلين على شهادات سابقة ومستوى متقدم في اللغة الإنجليزية. حيث بلغ معدل قبول الطلبات 72٪  خلال العام الدراسي 2015-2016  .

### ماجستير العلاقات الدولية
ماجستير العلاقات الدولية هو أول ماجستير تم إطلاقه في المعهد والأكثر طلباً لدراسته حيث يوجد حاليا ما معدله 90 طالبا يتم تسجيله في كل عام ومن أكثر من 30 جنسية مختلفة.
حاليا، توجد مناهج ضمن هذا الماجستير تدرس باللغة الإنجليزية ومنهاج أخرى ثنائية اللغة أي يتم تدريسها باللغتين الأسبانية والإنجليزية وذلك سواءً أكان البرنامج الدراسي خلال سنة واحدة أو برنامج دراسي جزئي أي يتم إنهائه خلال سنتين. يقدم الماجستيرثلاث مجالات تخصصية وهي الاقتصاد السياسي للتنمية، الحوكمة العالمية وأخيراً السلام والأمن. وتهدف الموضوعات التي يتضمنها هذا البرنامج والمتعددة التخصصات لإعداد الطلاب وذلك لفهم تعقيدات العالم المعاصر، وتطوير المهارات اللازمة لممارسة المهنة على الساحة الدولية بالأضافة إلى مجموعة واسعة من المهارات الأكاديمية. لدى معهد IBEI العديد من الاتفاقيات مع من منظمات دولية ومنظمات غير الحكومية وأيضاً مع حكومات وشركات متعددة الجنسيات لتوفيرالفرص للطلاب لإلحاقهم ببرنامج تدريبية ومهنية خاصة بهذا الماجستير.

### ماجستير الأمن الدولي
تم إدخال ماجستير «الأمن الدولي» إلى البرنامج الأكاديمي للمعهد ابتداءاً من العام الدراسي 2012-2013، وخلال الاعوام السابقة إلتحق بهذا الماجستير ما معدله نحو 25 طالبا في السنة وذلك من 15 جنسية مختلفة.
جميع مناهج هذا الماجستير يتم تدريسها باللغة الإنجليزية وذلك خلال عام دراسي واحد حيث يوفر برنامجه الأكاديمي للطلاب المعرفة في العلوم السياسية والعلاقات الدولية والاقتصاد والأمن العالمي والضرورية للطلاب الذين يبحثون عن بدء حياة مهنية في مجال الدفاع والأمن الدولي. وكما ماجستير العلاقات الدولية، فإن ماجستير الأمن الدولي لديه برنامج تدريبي ومهني خاص به.

### ماجستير السياسية العامة (ايراسموس موندوس) «موندوس ماب»
أما ماجستير السياسة العامة والذي هو ضمن برنامج «ايراسموس موندوس» - (موندوس ماب) هو برنامج دولي يدرس على مدة عامين وبدعم من المفوضية الأوروبية. ويتم تنظيم هذا البرنامج من قبل معهد IBEI, جامعة يورك، ومعهد لاهاي للدراسات الاجتماعية، والجامعة الأوروبية المركزية في بودابست. يمكن لطلاب هذا الماجستيرالاختيار من بين التخصصات التالية: الاقتصاد السياسي للتنمية، الحوكمة والتنمية، السياسة العامة الأوروبية والسياسة العامة العالمية. ولهذا الماجستير نظام تدريبي خاص به ويتم تمويله ايضاً من المفوضية الأوروبية.

### ماجستير التنمية الدولية
ماجستير التنمية الدولية هو عبارة عن برنامج دراسي لمدة عام واحد حيث تم البدء بتدريسه اعتباراً من العام الدراسي 2016-2017. ويهدف برنامجه والمتعدد في التخصصات إلى تزويد الطلبة بالمعرفة في مجال التنمية من منظور دولي. ويعتبرالبروفيسور «ماكس سبور» Max Spoor من معهد الدراسات الاجتماعية في جامعة ايراسموس روتردام في لاهاي  وأيضاً أستاذ مشارك في IBEI هو المسؤول عن لجنة المعنية بإعداد البرنامج الاكاديمي لهذا الماجستير.

### الدورات التدريبية
يعمل معهد IBEI سنوياً على تنظيم دورات صيفية متنوعة في مجال العلاقات الدولية، والحوكمة العالمية والاقتصاد السياسي الدولي. وتم تدريس هذه الدورات خلال السنوات السابقة من قبل أساتذة وأكاديميين مشهورين عالمياً مثل «هيلين ميلنر» Helen Milner أو «أندرو مورافسيك» Andrew Moravcsik. وبصرف النظر عن برامج الماجستير الاساسية، فإن معهد IBEI يحرص أيضا على تنظيم أنشطة تدريبية أخرى خلال السنة الدراسية، سواء أن تكون أنشطة آنية أو دورية ومنتظمة على مدار الوقت. من بين آخر وأبرز هذه النشاطات هو ماجستير الدبلوماسية والعمل الخارجي والذي نظمه معهد IBEI بالتعاون مع DIPLOCAT (حكومة كتالونيا). كما يتم تنظيم نشاطات أخرى ضمن شبكة دورات «حكومة برشلونة»، حيث أن معهد ال IBEI هو واحد من أعضائها كما مجلس مدينة برشلونة، وجامعة «بومبيو فابرا» بالإضافة إلى IGOP (الجامعة المستقلة في برشلونة).

### الخريجين
في عام 2008 تأسست جمعية ALIBEI وهي جمعية خاصة بالطلاب القدامى  لمعهد برشلونة للدراسات الدولية وذلك بهدف تعزيز وتقوية العلاقات بين خريجي المعهد. حيث يتطوع طلاب سابقون بتقديم برنامج توجيهي للطلاب الجدد خلال مرحلة القبول والتسجيل في المعهد.

## بحث
تنظم أنشطة البحث بمعهد برشلونة للدراسات الدولية (IBEI) على أساس مجموعات بحث مستعرضة ومتعددة الاختصاصات وهو ما يشير إلى قوة المعهد في الدراسات الدولية. تجمع كل مجموعة أعضاء من هيئة التدريس بمعهد برشلونة للدراسات الدولية (IBEI) وأساتذة منتسبين وأكاديميين زائرين وطلاب دكتواره الذين يتقاسمون المعارف حول موضوع مشترك ويوفرون منصة للنقاش حول عملهم وتبادل الآراء وبدء مبادرات البحث المشتركة. كما إن معهد برشلونة للدراسات الدولية (IBEI) يشجع التبادل والتعاون مع مراكز أخرى ومع باحثين آخرين من أجل ترقية الإنتاج ونشر البحث الذي يتسم بالجودة.
في الوقت الحالي توجد خمس مجموعات بحث بمعهد برشلونة للدراسات الدولية (IBEI). تركز مجموعة Globalization and public policy على تأثير العولمة على قدرة مجموعات مختلفة من أجل الدفاع عن مصالحها الاقتصادية والسياسية وترقيتها. تدرس مجموعة Norms and rules in international relations دور القواعد والأحكام في الحفاظ على النظام الدولي، إلى جانب بعد مواجهتها من طرف المؤسسات الرسمية وغير الرسمية. تبحث مجموعة Institutions, inequality and development الديناميكيات الاقتصادية والسياسية التي توجد مختلف نماذج عدم المساواة والتي تسبب مختلف النتائج بالنسبة للتقدم في العالم كله. تحلل مجموعة Security, conflict and peace مسببات وعواقب وسياسية النزاعات والعنف السياسي، إلى جانب الاستراتيجيات التي يمكن أن تتخذ للوقاية من النتائج أو مواجهتها. تبحث مجموعة States, diversity and collective identities دور المؤسسات التابعة للدولة والمجتمع المدني في بناء وتفعيل هويات التدريس.
يشارك أستاذة معهد برشلونة للدراسات الدولية (IBEI) في العديد من مشروعات البحث مع فرق دولية يمولها الاتحاد الأوروبي أو الحكومة الإسبانية أو حكومة كتالونيا الإقليمية، وذلك من بين مصادر تمويل أخرى. كما يقوم معهد برشلونة للدراسات الدولية (IBEI) بإعداد مجموعة working papers التي تنشر الأعمال التي يقوم بها. يمكن العثور على معلومات أكثر تفصيلاً حول أنشطة البحث التي يقوم بها معهد برشلونة للدراسات الدولية (IBEI) في تقرير البحث الذي ينشر كل سنتين.

## برامج البحوث القديمة
لدى معهد IBEI ثلاثة برامج بحثية وهي الإدارة أوالحوكمة العالمية، الشبكات والمؤسسات في الاقتصاد العالمي، وأخيراً الأمن والسلطة والتعددية في عصر العولمة. ويتم تمويل القسم الأكبر لهذه المشروعات البحثية من خلال مشروعات البحوث الممولة كل من المفوضية الأوروبية وحكومة إسبانيا وحكومة كتالونيا والمؤسسات العامة والخاصة الأخرى. ومنذ عام 2008 حصل معهدال IBEI على تمويل ما معدله ثلاثين مشروعاً.
يولي مركزIBEI اهتماماً خاصاً لجميع تلك القضايا التي تتعامل مع التحديات القائمة لبناء عالم أكثر توازنا وضمن بنية نظام الدولي متعدد الأقطاب. ويتركز الإنتاج العلمي للمعهد على ربط مصالح واهتمامات مجتمع اليوم مع القوة الديناميكية للعولمة القائمة في يومنا هذا. وبالمثل، يتم تشجيع التبادل والتعاون الاكاديمي مع المراكز الأخرى والمتخصصة في البحوث وذلك من أجل تعزيز إنتاج وجودة نشر البحوث. كما يعمل أيضاً معهد IBEI وبالتعاون مع فرق دولية على مشاريع بحثية مثل،CONSENSUS EUCROSS، BEUCITIZEN أو TRANSCRISIS (والمموله من المفوضية الأوروبية) أو مشاريع أخرى مثلEU PERFORN, EUMARR, GLOBALDEMOS (بتمويل من الحكومة الإسبانية). وبالإضافة إلى ذلك فإن معهد IBEI لديه سلسلة من أوراق عمل بحثية والتي تعمل على نشر الدراسات الأكاديمية والتي تمثل التقدم في العمل البحثي. وخلال كل سنتين يعمل معهد IBEI على نشر تقرير بحثي مع نتائجه والنشاطات المرافقة له.

### الحوكمة العالمية
الحكم أو الحوكمة العالمية آخذة في التغير في أنماطها التي تعالج المشاكل المشتركة في عالم يزداد ترابطاً شاملةً المتغيرات الحالية من الجهات والمؤسسات. وتتفاعل المؤسسات الحكومية والخاصة، الجهات الرسمية وغير الرسمية، المنظمات الحكومية والدولية والعابرة للحدود تتفاعل في هيكلة تتسم في كثير من الأحيان بعدم التنسيق وتنافسية في بعض الأحيان الأخرى، وعادة ما تكون معقدة للغاية. يسعى برنامج البحوث في الحوكمة العالمية لفهم شكل الحكومة العالمية، وتغيير الإطار وآليات المساءلة القانونية والتنظيمية. وهذا البرنامج البحثي تحت إشراف وتنسيق الاستاذ Nico Kirsch.
 وتتركز المواضيع الرئيسية لهذا البحث على المجالات التالية: المؤسسات الدولية وهياكلها التنظيمة والادارية، الجهات والشبكات الفاعلة في تنظيم الحوكمة العالمية، أشكال السلطة العالمية، شرعية القانون العالمي، والواجهات الدستورية بين الأنظمة في الحوكمة العالمية والسيادة الشعبية في النظام العالمي.

### الشبكات والمؤسسات في الاقتصاد العالمي
الهدف من هذا البرنامج البحثي هو تحليل السياق السياسي والاجتماعي والذي خلقته عمليات تسارع العولمة خلال العقد الأخير من القرن العشرين، بما في ذلك تكثيف عمليات الاندماج التجاري على المستوى الدولي وديناميكيات الإقليمية الجديدة. من وجهة نظر الاقتصاد السياسي، فإن الشغل الشاغل لهذا البرنامج هي التغييرات في تكوين وعلاقة القوة لمختلف الجهات الفاعلة والمشاركة في تشكيل المؤسسات والسياسات العامة الوطنية والخارجية. وهذا البرنامج البحثي تحت إشراف وتنسيق Juan Díez Medrano  خوان دييز ميدرانو.
وتتركز المواضيع الرئيسية لهذا البحث على المجالات التالية: السياسات الديناميكية والتنمية، آثار عمليات التكامل الإقليمي، الأنشطة الاقتصادية بين الحكومات، عمليات انتشار السياسات والمؤسسات الديمقراطية وأخيراً الدول والنمو.

### الأمن والسطلة والتعديية في عصرالعولمة
ويتناول هذا البرنامج البحثي مختلف أبعاد الأجندة «الجديدة» الأمنية، والذي يتضمن مشاكل على النطاق العالمي (الطاقة والمخاطر البيئية، والجريمة العابرة للحدود والإرهاب العالمي وانتشار أسلحة الدمار الشامل، والحركات الجماعية للسكان) جنبا إلى جنب مع المشاكل التقليدية (الصراع المسلح، واستمرار الفقر). يتم تطوير البحوث من المنطق المتعدد الأطراف، مع التركيز على الأبحاث حول فعالية وشرعية السياسات الأمنية الحالية. وهذا البرنامج البحثي تحت إشراف وتنسيق الاستاذ استير Esther Barbe.
وتتركز المواضيع الرئيسية لهذا البحث على المجالات التالية: المؤسسات الأمنية المتعددة الأطراف، بناء أجندة للأمن العالمي، إدارة وتجنب الصراعات، الدول الهشة، والعولمة والصراع المسلح والاتحاد الأوروبي في المجال الأمني.

## الكادر المهني والوظيفي
يتكون الكادر المهني لمعهد  IBEI  من حوالي عشرون أستاذاً وباحثاً جامعياً بالإضافة إلى عدد كبير من الأساتذة والباحثين الزائرين والعديد من المساهمين. ولدى مركز ال IBEI برنامجاً للأساتذة والباحثين الزائرين من جامعات ومراكز أبحاث والمهتمين في مجالات الأبحاث الدولية. ومنذ عام 2008، جاء إلى معهد ال IBEI أكثر من 70 أساتذاً وباحثاً زائراً والذين ساهموا وعملوا في كافة أقسام المركز لفترة تتراوح من أسبوعين إلى عام دراسي كامل. كما يدعم المركز الطلاب الشباب لمرحلة الدكتوراه وذلك لتطوير أبحاثهم من خلال المعهد.
يكمل كادرموظفين ال IBEI فريق الإدارة، ويتألف هذا الكادر من 15 أشخاص يتولون مسؤولية عمليات القبول والتسجيل لبرامج الماجستير الرئيسية، كما يتولون مهام الإدارة الأكاديمية وتنسيق المشاريع البحثية والتدريب التنفيذيو أيضا يتولون مهام الاتصالات والتنسيق مع المؤسسات الحكومية، بالإضافة إلى المهام الاقتصادية والإدارية.
'المراجع'